# Apocopis anomala
Apocopis anomala är en gräsart som beskrevs av Norman Loftus Bor. Apocopis anomala ingår i släktet Apocopis och familjen gräs. Inga underarter finns listade i Catalogue of Life.